# Гуанчан
Гуанча́н (кит. упр. 广昌, пиньинь Guǎngchāng) — уезд городского округа Фучжоу провинции Цзянси (КНР).

## История
Уезд Гуанчан был выделен из уезда Наньфэн во времена империи Сун в 1138 году.
После образования КНР в 1949 году был создан Специальный район Нинду (宁都专区), и уезд вошёл в его состав. 29 августа 1952 года Специальный район Нинду был расформирован, и уезд перешёл в состав Специального района Фучжоу (抚州专区); Специальный район Фучжоу был тогда же переименован в Специальный район Наньчэн (南城专区), но затем ему было возвращено прежнее название. 
В мае 1954 года уезд Гуанчан перешёл в состав Ганьнаньского административного района (赣南行政区). В мае 1964 года Ганьнаньский административный район был переименован в Специальный район Ганьчжоу (赣州专区). В 1970 году Специальный район Ганьчжоу был переименован в Округ Ганьчжоу (赣州地区). В октябре 1983 года уезд Гуанчан был опять передан в состав Округа Фучжоу (抚州地区).
Постановлением Госсовета КНР от 23 июня 2000 года округ Фучжоу был преобразован в городской округ.

## Административное деление
Уезд делится на 6 посёлков и 5 волостей.

## Экономика
Гуанчан является крупнейшим в Китае центром по выращиванию белого лотоса и производству его семян. По состоянию на 2024 год общая площадь плантаций белого лотоса в уезде составляла 7 333 га, а годовая совокупная стоимость продукции из этого растения превышала 3,6 млрд юаней (495,35 млн долл. США); ежегодно здесь производится 9 тыс. тонн семян белого лотоса стоимостью более 800 млн юаней (110,1 млн долл. США). Кроме того, в Гуанчане производят сушеные семена, продукты из семян и корня лотоса, лекарственные препараты, свежие цветы лотоса, рассаду и сувенирную продукцию из лотоса. Ежегодно посмотреть на лотосовые плантации уезда приезжают миллионы туристов.